# Cal Metge Vell
Cal Metge Vell és una obra del municipi de Sant Climent Sescebes (Alt Empordà) inclosa en l'Inventari del Patrimoni Arquitectònic de Catalunya.

## Descripció
Situat a l'extrem nord-est del nucli urbà de la població de Sant Climent, amb la façana principal orientada al carrer del Sol.
Edifici aïllat envoltat de jardí, amb la planta lleugerament trapezoïdal i la coberta de dues vessants de teula, amb un cos més elevat a manera de torre situat a l'extrem nord-est de la coberta. Està distribuït en planta baixa, pis i altell. La façana principal, orientada al sud, presenta un petit cos adossat a manera de porxo, que facilita l'ingrés a l'interior de l'edifici per la planta pis i està rematat per una barana d'obra. Unes escales exteriors donen accés al portal. Les obertures de la construcció són de diversa tipologia. Els portals, d'arcs rebaixats i carpanells, es troben emmarcats en pedra mentre que les finestres són d'arc apuntat i presenten tot l'emmarcament bastit amb maons. La façana de ponent presenta tres primes obertures rectangulars, bastides amb maons, a manera d'espitlleres. El porxo de la façana principal presenta dues obertures esglaonades als laterals mentre que la principal és d'arc mixtilini, totes elles bastides amb maons.
La construcció està bastida amb pedra desbastada, sense treballar i còdols disposats en filades més o menys regulars. Els emmarcaments de les obertures són majoritàriament bastits amb maons, de la mateixa manera que els angles de la construcció.